# Spirou Basket Club
El Proximus Spirou Charleroi es un club de baloncesto profesional belga de la ciudad de Charleroi, que milita en la BNXT League, la nueva liga fruto de la fusión de la Dutch Basketball League neerlandesa y la Pro Basketball League belga. Disputa sus partidos en el Spiroudome, con capacidad para 6300 espectadores.

## Historia
Nacimiento del Spirou Monceau que luego se convertirá en Spirou Charleroi.
Campeón de la Nationale 2 en la sala Ballens de Monceau, el club de Eric Somme disputa su primera temporada en la División 1, mientras se mudan a la Garenne, con Philippe Depasse como presidente. André Smets permanece al frente de un equipo ambicioso, centrado sobre todo en el juego ofensivo con jugadores como Van Meerbeeck, Cornia, Kropilak " Teddy" Williams y Franic. David Desy hace su debut. Los resultados serán míticos con un octavo puesto final (13 V-13 D). Spirou Monceau disputó también dos rondas de la Copa Korac de eliminación cara a cara contra Joventut de Badalona) en lugar de Mariembourg. Monceau también llegó a las semifinales de la Copa de Bélgica, eliminados por 2 puntos contra Louvain, subiendo a la D2.

## Nombres
- 1989–1990: Spirou Monceau
- 1990–2011: Spirou Charleroi
- 2011–2014: Belgacom Spirou
- 2014–presente: Proximus Spirou

## Posiciones en Liga
| Temporada | Nivel | Liga          | Pos. | Copa de Bélgica  | Supercopa | Competiciones europeas | Competiciones europeas |
| --------- | ----- | ------------- | ---- | ---------------- | --------- | ---------------------- | ---------------------- |
| 2006–07   | 1     | Ethias League | 3º   |                  |           | 3 FIBA EuroCup         | RS                     |
| 2007–08   | 1     | Ethias League | 1º   |                  |           | 2 ULEB Cup             | RS                     |
| 2008–09   | 1     | Ethias League | 1º   | Campeón          |           | 2 Eurocup              | T16                    |
| 2009–10   | 1     | Ethias League | 1º   | Finalista        | Finalista | 2 Eurocup              | RS                     |
| 2010–11   | 1     | Ethias League | 1º   | Semifinales      | Campeón   | 1 Euroleague           | RS                     |
| 2011–12   | 1     | Ethias League | 2º   |                  | Finalista | 1 Euroleague           | RS                     |
| 2012–13   | 1     | Ethias League | 3º   | Octavos de final |           | 2 Eurocup              | RS                     |
| 2013–14   | 1     | Ethias League | 5º   | Semifinales      |           | 2 Eurocup              | RS                     |
| 2014–15   | 1     | Ethias League | 5º   | Cuartos de final |           | 2 Eurocup              | RS                     |
| 2015–16   | 1     | Ethias League | 5º   | Cuartos de final |           | 2 Eurocup              | RS                     |
| 2016–17   | 1     | Ethias League | 4º   | Cuartos de final |           | 3 Champions League     | RS                     |
| 2017–18   | 1     | Ethias League | 3º   | Semifinales      |           | 4 FIBA Europe Cup      | RS                     |

## Palmarés
- 10 Ligas: 1996, 1997, 1998, 1999, 2003, 2004, 2008, 2009, 2010, 2011.
- 5 Copas de Bélgica: 1996, 1999, 2002, 2003, 2009.
- 7 Supercopas de Bélgica: 1996, 1997, 1998, 2001, 2002, 2008, 2010.

## Jugadores destacados
| - Éric Struelens - Ioann Iarochevitch - Roel Moors - Jorn Steinbach - Mark Acres - Andrew Wisniewski - Wes Wilkinson - Derrick Allen - Mike Batiste - Dwayne Broyles - Jason Clark - Shawn Daniels - Darryl Watkins - Tremmell Darden - Je'Kel Foster - Caleb Green - Brian Greene - Devin Green - Alvin Heggs - Justin Hamilton - Christopher Hill - Michael-Hakim Jordan - Mark Lyons - Demond Mallet |  | - Dylan Page - Andre Riddick - David Cooke - Matt Walsh - Carldell Johnson - Kevin Salvadori - Wayne Turner - Zabian Dowdell - Dan McClintock - Kyle Weaver - Will Hudson - Jiří Welsch - Karol Gruszecki - Adam Wójcik - Cyril Akpomedah - Rodrigue Beaubois - Mickaël Gelabale - Joseph Gomis - Milutin Aleksić - Ivan Zoroski - Mladen Šekularac - Damir Krupalija - Armands Šķēle |  | - Rasmus Larsen - Tornike Shengelia - Amit Tamir - Valdemaras Chomičius - / Ralph Biggs - / Ron Ellis - / Jim Potter - / Marcus Faison - / Mel McCants - / Bill Varner - / D. J. Mbenga - / Wen Mukubu - / Jonathan Tabu - / Scooter Barry - / Brian Clifford - / Joe Trapani - / Marcus Cousin - / Mohamed Abukar - / Corey Brewer - / Daniel Santiago - / Predrag Savović - / Vladimir Kuzmanović - / Hervé Touré |